# Popowia humbertii
Popowia humbertii är en kirimojaväxtart som beskrevs av Alberto Judice Leote Cavaco och Monique Keraudren. Popowia humbertii ingår i släktet Popowia och familjen kirimojaväxter. Inga underarter finns listade i Catalogue of Life.